# Festival di Sanremo 1959
Il nono Festival di Sanremo si svolse al Salone delle feste del Casinò di Sanremo dal 29 al 31 gennaio 1959 in contemporanea Radio e Tv dalle ore 22 con la conduzione di Enzo Tortora affiancato da Adriana Serra, celebre annunciatrice Rai di quegli anni. Proprio a Sanremo, in pieno svolgimento del Festival, Tortora annunciò la separazione dalla moglie Lina Reillo.
Per la seconda edizione consecutiva vinse la coppia Domenico Modugno - Johnny Dorelli con la canzone Piove (ciao ciao bambina), che secondo alcuni conteneva velati riferimenti alla Legge Merlin del 1958 che aveva disposto la chiusura delle case di tolleranza.

## Partecipanti

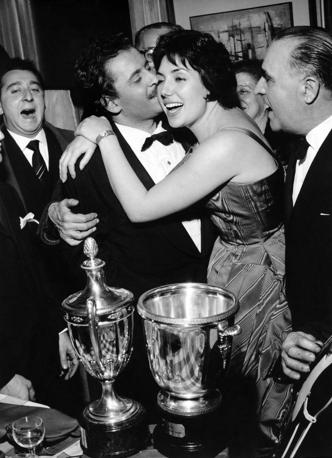
Domenico Modugno con sua moglie Franca Gandolfi festeggiano la vittoria al Festival, con Piove (ciao ciao bambina)

| Interprete       | Ultime partecipazioni al Festival |
| ---------------- | --------------------------------- |
| Achille Togliani | 1954                              |
| Anna D'Amico     | Esordiente                        |
| Arturo Testa     | Esordiente                        |
| Aurelio Fierro   | 1958                              |
| Betty Curtis     | Esordiente                        |
| Claudio Villa    | 1958                              |
| Domenico Modugno | 1958                              |
| Fausto Cigliano  | Esordiente                        |
| Gino Latilla     | 1958                              |
| Johnny Dorelli   | 1958                              |
| Jula de Palma    | 1957                              |
| Miranda Martino  | Esordiente                        |
| Natalino Otto    | 1958                              |
| Nilla Pizzi      | 1958                              |
| Teddy Reno       | 1953                              |
| Tonina Torrielli | 1958                              |
| Wilma De Angelis | Esordiente                        |

## Classifica, canzoni e cantanti
| Posizione | Interprete                                                   | Canzone                    | Autori                                     | Voti ricevuti |
| --------- | ------------------------------------------------------------ | -------------------------- | ------------------------------------------ | ------------- |
| 1º        | Domenico Modugno - Johnny Dorelli                            | Piove (ciao ciao bambina)  | D. Modugno e D. Verde                      | 57            |
| 2º        | Arturo Testa - Gino Latilla                                  | Io sono il vento           | G. C. Testoni e G. Fanciulli               | 48            |
| 3º        | Teddy Reno - Achille Togliani                                | Conoscerti                 | G. D'Anzi                                  | 27            |
| 4º        | Jula de Palma - Tonina Torrielli                             | Tua                        | B. Pallesi e W. Malgoni                    | 18            |
| 5º        | Teddy Reno - Aurelio Fierro                                  | Lì per lì                  | L. Beretta e G. Viezzoli                   | 14            |
| 6º        | Fausto Cigliano - Nilla Pizzi                                | Sempre con te              | R. Murolo                                  | 13            |
| 7º        | Natalino Otto - Aurelio Fierro                               | Avevamo la stessa età      | D. Calcagno e M. Marini                    | 12            |
| 8º        | Betty Curtis - Wilma De Angelis                              | Nessuno                    | A. De Simone, E. Capotosti e V. Mascheroni | 10            |
| 9º        | Johnny Dorelli e Betty Curtis - Gino Latilla e Claudio Villa | Una marcia in Fa           | M. Panzeri e V. Mascheroni                 | 9             |
| 10º       | Claudio Villa - Betty Curtis                                 | Un bacio sulla bocca       | A. Testa e G. Cichellero                   | 3             |
| NF        | Tonina Torrielli - Nilla Pizzi                               | Adorami                    | G. C. Testoni e U. Fusco                   |               |
| NF        | Anna D'Amico - Natalino Otto                                 | Così così                  | V. Vancheri                                |               |
| NF        | Nilla Pizzi - Tonina Torrielli                               | Il nostro refrain          | Sante Simeone e D. Olivieri                |               |
| NF        | Natalino Otto - Gino Latilla                                 | La luna è un'altra luna    | R. De Giusti, Biri, A. Testa e C. A. Rossi |               |
| NF        | Jula de Palma - Miranda Martino                              | La vita mi ha dato solo te | B. Casalini e M. De Martino                |               |
| NF        | Teddy Reno - Achille Togliani                                | Ma baciami                 | D. Panzuti, A. Godini e P. Rizza           |               |
| NF        | Arturo Testa - Fausto Cigliano e Wilma De Angelis            | Né stelle né mare          | G. C. Testoni e F. Fabor                   |               |
| NF        | Claudio Villa - Johnny Dorelli                               | Partir con te              | P. Calvi                                   |               |
| NF        | Wilma De Angelis - Jula de Palma                             | Per tutta la vita          | A. Testa e P. Spotti                       |               |
| NF        | Achille Togliani - Arturo Testa                              | Tu sei qui                 | A. Testa e S. Birga                        |               |

## Notizie e dettagli
Il pubblico aveva appena premiato, a suon di milioni di voti, la tradizionalista Nilla Pizzi come la trionfatrice di Canzonissima, ma inevitabilmente Domenico Modugno (accompagnato al festival dalla sposina, la soubrette Franca Gandolfi), divenuto ormai un fenomeno internazionale, era destinato a bissare il successo dell'anno precedente.
Piove (ciao ciao bambina) risultò un altro clamoroso successo mondiale, in un'edizione in cui emersero ancora Johnny Dorelli - interprete anch'egli della canzone vincitrice - e spuntarono fuori Arturo Testa e Jula de Palma, seppur per una gloria piuttosto effimera.
Da notare, infine, il successo di vendite di Nessuno, ma nella versione urlata di Mina.
Tra gli esclusi, spiccarono le assenze di Flo Sandon's e Carla Boni, vincitrici del Festival del 1953: una nuova clausola del regolamento vietava infatti la presenza in gara di artisti legati da vincoli di parentela o matrimonio. Ciò portò quindi all'esclusione delle due cantanti, all'epoca consorti rispettivamente di Natalino Otto e Gino Latilla.
La regia televisiva dell'evento sanremese era affidata a Vittorio Brignole.

## Il "caso" Jula de Palma
Clamoroso, per l'epoca, lo scalpore suscitato dall'esibizione di Jula De Palma: la sua interpretazione di Tua, in abito attillato e particolarmente appassionata, infastidì alcuni alti funzionari della Rai che la giudicarono eccessivamente sensuale, troppo esplicita nell'allusione al rapporto fisico con l'uomo oggetto della canzone: l'indignazione fu cavalcata da alcune associazioni cattoliche e dalla stampa vaticana, tanto che la De Palma ricevette più di cinquemila lettere di improperi e venne persino aggredita per la strada. Malgrado l'accoglienza lusinghiera della giuria del Festival, che la classificò al quarto posto, e gli ottimi riscontri di vendite, il disco venne censurato e scattò il divieto di radiotrasmetterlo.
La De Palma, comunque, prima di conoscere una discreta fortuna in Sudamerica, sarà nuovamente presente a Sanremo l'anno successivo e persino in quello successivo ancora senza alcun problema, segno che l'eco dello "scandalo", in capo a un anno, si era già spenta.
Da notare inoltre che le polemiche non sfiorarono minimamente l'altra interprete della canzone, Tonina Torrielli.

## Regolamento
Vengono presentate dieci canzoni per sera, per i primi due giorni. Al termine di ogni serata i giurati votano e decidono quali sono le cinque canzoni che hanno accesso alla finale e quali vengono eliminate. Durante la terza sera ha luogo la finale.

I giurati erano 205 così suddivisi (per ogni serata 205 giurati diversi): 95 presi fra il pubblico presente in sala e 110 fra gli abbonati delle undici maggiori testate giornalistiche, dislocati nelle 11 redazioni.

Inoltre, le canzoni venivano cantate nella stessa sera da due interpreti diversi.

## Orchestra
Diretta dai maestri Gianni Ferrio e William Galassini